# Daniela Thelen
Daniela Thelen (* 1982) ist eine ehemalige deutsche Nationalspielerin in der Boulespiel-Sportart Pétanque im Deutscher Boccia-, Boule- und Pétanque-Verband. Sie war mehrfach deutsche Meisterin und war Teilnehmerin bei Europa- und Weltmeisterschaften sowie bei den World Games 2005.

## Karriere
Thelen spielt seit ihrer Jugend Boule und wurde mehrmals in den Nationalkader berufen. Sie spielte unter anderem für den PC Bad Neuenahr-Ahrweiler, den Club Pétanque International Essen und Düsseldorf sur place, ein Verein aus der Pétanque-Bundesliga.
Im Frauen-Triplette gewann sie 2003 die Bronzemedaille bei den Europameisterschaften, 2004 die Silbermedaille bei den Weltmeisterschaften und 2005 die Bronzemedaille bei den World Games.
Sie ist Linkshänderin und spielt auf allen Spielposition (Pointeur, Milieu und Tireur).

## Erfolge

### International
- 2002: Teilnahme an der Weltmeisterschaft
- 2003: 3. Platz Europameisterschaft Frauen Triplette zusammen mit Gudrun	Deterding, Lara Koch und Susanne	Fleckenstein[1]
- 2004: 2. Platz Weltmeisterschaft Frauen Triplette zusammen mit Gudrun Deterding, Annick Hess und Lara Koch[2]
- 2005: 3. Platz bei den World Games im Triplette der Frauen zusammen mit Gudrun Deterding und Lara Koch[3]
- 2005: Teilnahme an der Europameisterschaft[4]

### National
(Quelle:)
- 1996: 1. Platz Deutsche Meisterschaft Triplette (Junioren) zusammen mit	Thomas Thelen und Dennis Kirchhoff
- 1997: 2. Platz Deutsche Meisterschaft Triplette (Junioren) zusammen mit Dennis Kirchhoff und Oliver Lippmann
- 1998: 3. Platz Deutsche Meisterschaft Triplette (Junioren) zusammen mit Golo-Sung Haarmeyer und Sebastian	Schieck
- 2006: 3. Platz Deutsche Meisterschaft Doublette mixte zusammen mit Kamel	Bourouba
- 2008: 1. Platz Deutsche Meisterschaft Frauen Triplette zusammen mit Ilda Brahm und  Carolin Birkmeyer[6]
- 2009: 3. Platz Deutsche Meisterschaft Frauen Triplette zusammen mit Ilda Brahm und  Carolin Birkmeyer
- 2012: 3. Platz Deutsche Meisterschaft Frauen Triplette zusammen mit Anna-Maria	Bohnhoff und Hanja Eurich

## Privates
Thelen wohnt in Bad Neuenahr-Ahrweiler und ist von Beruf medizinische Fachangestellte.